# .lb
.lb je vrhovna internetska domena (country code top-level domain - ccTLD) za Libanon. Domenom upravlja Lebanese Domain Registry (LBDR).

## Vanjske poveznice
- IANA .lb whois informacija  Arhivirana inačica izvorne stranice od 7. listopada 2008. (Wayback Machine)